# AMC Networks International
AMC Networks International ist ein global agierendes Tochterunternehmen von AMC Networks. Es ging am 8. Juli 2014 aus Chellomedia hervor. Chellomedia war ein Medien- und Kabelkonzern, den AMC Networks am 28. Oktober 2013 von Liberty Global gekauft hat.
Mit der Übernahme von Chellomedia durch AMC Networks wurden Chellomedia und die Tochterfirmen von Chellomedia umfirmiert. 
Chellomedia -> AMC Networks International

Chello Zone -> AMC Networks International Zone (EMEA)

Chello Central Europe -> AMC Networks International Central Europe

Chello Multicanal -> AMC Networks International Iberia

Chello Benelux -> AMC Networks International Benelux

Chello DMC -> AMC Networks International DMC

Chello Asia-Pacific -> AMC Networks International Asia-Pacific

Chello Latin-America -> AMC Networks International Latin-America

Durch diesen Schritt wurde aus dem bisher in Nordamerika und Kanada agierenden Unternehmen AMC Networks ein globaler Medienkonzern.
AMC Networks International betreibt in den obigen Märkten sowohl Kabelnetze als auch diverse PayTV-Sender.

## PayTV-Sender von AMC Networks International (Auswahl)
- AMC
- America Sports TV
- Bio (Spanien), joint venture mit A+E Networks UK
- Canal Buzz
- Canal(á)
- Canal Cocina
- Canal Ella
- Canal de História, joint venture mit A+E Networks UK
- Canal Hollywood, joint venture mit NOS
- Canal Panda, joint venture mit NOS
- CBS Action, joint venture mit CBS Studios International
- CBS Drama, joint venture mit CBS Studios International
- CBS Europa, joint venture mit CBS Studios International
- CBS Reality, joint venture mit CBS Studios International
- Cinematk
- Crime & Investigation Network EMEA, joint venture mit A+E Networks UK
- Crimen & Investigación, joint venture mit A+E Networks UK
- Cosmopolitan TV
- Decasa
- elgourmet
- Europa-Europa
- Extreme Sports Channel
- Film & Arts
- Film Café
- Film Mania
- Fine Living Network Europe, joint venture mit Scripps Networks Interactive
- Food Network EMEA, joint venture mit Scripps Networks Interactive
- Horror Channel, joint venture mit CBS Studios International
- JimJam, joint venture mit HIT Entertainment
- Kinowelt TV
- Megamax TV
- MGM TV Europe
- Canal MGM Spanien
- Minimax
- MOV, joint venture mit NOS
- Canal Natura
- Odisseia
- OBN
- Outdoor Channel EMEA, joint venture mit Outdoor Channel Holdings Inc.
- Panda Biggs, joint venture mit NOS
- ShortsTV, joint venture mit Shorts International
- Sol Música
- Somos TV
- Sport 1
- Sport 2
- Sport M
- Spektrum TV
- Spektrum Home
- Sundance Channel
- TV Paprika
- XTRM